# 金永振
金 永振（きむ えいしん、1982年 - ）は、日本の実業家。現在、株式会社 indi CEOを務める。在日韓国人3世である。

## 経歴
1982年に東京都台東区浅草で生まれ、同地で育つ。2000年に慶應義塾大学理工学部に入学し、2005年に卒業後、電通に入社。電通時代にはテレビビジネス・ディベロップメント、マーケティング・ディレクション、コンテンツ・プロデュースなどの業務を担当する。2018年、10月に電通を退社し株式会社 indi CEOを務める。

## 略歴
- 2005年（平成17年）3月 - 慶応義塾大学理工学部数理学科卒業。
- 2018年（平成30年）11月1日 - 株式会社 indiを設立し、CEOに就任。